# Vladimir Grigoryants
Vladimir Sarkisovich Grigoryants (en ruso: Владимир Саркисович Григорьянц; 12 de febrero de 1949, Kizlyar, República de Daguestán, Rusia  - 27 de julio de 2016, Kizlyar, Rusia) fue un enólogo soviético y ruso, empresario, político. Ciudadano honorario de Kizlyar. Autor de artículos científicos sobre la vinificación y la economía. Supervisó la Fábrica de Coñac Kizlyar (1991-2008), uno de los mayores productores de coñac rusos y la segunda empresa más grande de Daguestán.

## Biografía
Nacido el 12 de febrero de 1949. Padre - Sarkis Grigorievich Grigoriants. Madre - Tamara Artemyevna. Los padres de Sarkis Grigorievich Grigoriants durante el Genocidio armenio en Turquía se mudaron de Kars a Kizlyar. Después de la Segunda Guerra Mundial, el padre de Vladimir, Sarkis Grigoryants, fue el director de Fábrica de Coñac Kizlyar, y su madre, Tamara Artemyevna, trabajó en instituciones médicas.
Vladimir se graduó de la escuela número 1 de Kizlyar. Recibió educación superior en el Universidad técnico Estatal de Daguestán, en el que se graduó en 1975 con un título en ingeniería de conservación.
De 1968 a 1971 fue asistente de laboratorio en el Departamento de Producción de Alimentos de la Universidad Estatal de Daguestán. V.I. Lenin. Por invitación del futuro director R. Gazaryan en 1971, comenzó a trabajar en la fábrica de vinos como ingeniero de seguridad.
En Fábrica de Coñac Kizlyar los Grigoryants llegaron en 1976. Inicialmente, trabajó como experto en productos básicos y, un año después, comenzó a supervisar el suministro y la venta de los productos terminados de la planta como director adjunto. Grigoryants estaba buscando formas rentables de comercializar la Fábrica de Coñac Kizlyar.
En 1981, se graduó en el Instituto de Correspondencia de la Industria de Alimentos de toda la Unión en Moscú con un título en tecnología de vinificación y recibió un diploma.
Durante la campaña contra el alcohol en la URSS, que comenzó en 1985, la planta dejó de producir bebidas alcohólicas. La compañía ha perdido algunos de sus propios viñedos en el territorio de Daguestán. Particularmente afectada fue la variedad escarlata Terek, que se usó para crear coñacs. La gerencia de la fábrica recibió un pedido para destruir unas 400 mil botellas para embotellar vino y coñac, cuya fortaleza tenía más de 40 grados. Grigoryants se negó a llevar a cabo la orden. La fábrica de coñac cambió temporalmente a la liberación de jugo de uva, y después de un tiempo volvió a la producción de bebidas alcohólicas.
En 1991, Vladimir Sarkisovich Grigoriants dirigió la Fábrica de Coñac Kizlyar. Los grigoryants tuvieron que resolver el problema de la falta de materias primas para la producción de alcohol, porque en ese momento la planta compró uvas en España o, en buenos años de cosecha, en los territorios de Krasnodar y Stavropol. En 1998, la fábrica recibió un certificado francés para el lanzamiento de sus productos con el nombre de "cognac", aunque anteriormente la Fábrica de Coñac Kizlyar exportaba sus bebidas como brandy.
Durante el conflicto ruso-checheno en abril de 1998, Grigoryants y su esposa fueron secuestrados y mantenidos en cautiverio de Chechenia durante ocho meses. Los trabajadores de la planta comenzaron a realizar huelgas y mítines para llamar la atención sobre el secuestro de Grigoryants. En agosto de 1998, los secuestradores establecieron una condición para la liberación de rehenes: $ 1.2 millones. Como resultado, Vladimir fue liberado gracias al rescate, que reunió al equipo de la planta y sus familiares. Casi un año después de su lanzamiento, Grigoriants regresó a la gerencia de la fábrica.
Fue elegido dos veces diputado al Concejo Municipal de Kizlyar y dos veces miembro de la Asamblea Constitucional de la República de Daguestánref name="mo-kizlyar1" />. En 2008, se retiró de la gestión de la fábrica. Su lugar fue ocupado por el enólogo hereditario Evgeny Druzhinin. Vladimir Grigoryants murió el 27 de julio de 2016 en Kizlyar.

## Premios
- Honrado empresario de Rusia (2001);[10]
- Honrado Trabajador de Industria de la República de Daguestán;
- Doctor del vino de los Estados Unidos;
- Académico de la Academia Internacional de Economía Real;
- Orden al Mérito por la Patria (Orden II Clase);
- Orden de Pedro el Grande;
- Orden de "Gloria de Rusia";
- Medalla "En memoria del 850 aniversario de Moscú";
- Medalla "Por la contribución al patrimonio de los pueblos de Rusia";
- Medalla de oro del Imam Shamil;
- Medalla de oro europea "Para obras útiles de la sociedad" (2000);
- Premio internacional Eurostandart (2004) - "por el trabajo ascético de revivir la reputación europea de los cognacs rusos";
- Diploma "Estrella de la administración rusa" (2004) - "Por logros en la teoría y la práctica de la gestión doméstica";
- Diploma del mejor gerente de Rusia con un premio especial "por la eficiencia de la gestión empresarial y el logro de los mejores indicadores socioeconómicos" (2002);
- Ciudadano honorario de Kizlyar;
- Ganador del Premio Estatal de la República de Daguestán;
- Ganador del premio "Empresario de Honor" del concurso nacional "Business Olympus".